# Kepler-296e
Kepler-296e – planeta pozasłoneczna zaliczana do typu superziemi, o promieniu 1,6 razy większym od promienia Ziemi. Krąży wokół gwiazdy Kepler-296 położonej w gwiazdozbiorze Smoka. Istnienie tej planety stwierdzono za pomocą metody tranzytu dzięki danym z Kosmicznego Teleskopu Keplera.

## Charakterystyka
W 2015 roku nowe dane z Teleskopu Keplera pozwoliły zweryfikować oceny jasności gwiazdy Kepler-296 i rozmiarów ekosfery. Gwiazda centralna okazała się być słabsza niż wcześniej sądzono, planeta e krąży zatem w ekosferze, a na jej powierzchni może istnieć woda w stanie ciekłym; temperatura równowagowa jej powierzchni (bez uwzględnienia wpływu atmosfery) wynosi od 244 do 267 K. Indeks podobieństwa do Ziemi (ESI) dla tej planety wynosi 0,85 i w chwili odkrycia był drugim co do wysokości wśród planet pozasłonecznych (najwyższy, 0,88, miała planeta Kepler-438b).